# 歐瑞康KCA轉輪式機炮
歐瑞康KCA轉輪式機炮（英語：Oerlikon KCA；K意為Kannon（炮）、C則是30毫米，最後A即是第一型號）是一款由瑞士軍備製造商歐瑞康康特拉韋斯公司（英語：Oerlikon Contraves，在2009年與莱茵金属公司合併後更名為萊茵金屬防空公司）所研製及生產的單管氣動及轉輪式航空機炮，即是專為裝在战斗機以上使用而研發，發射30×173毫米（1.181×6.811英寸）北約口徑機炮炮彈。

## 歷史
歐瑞康以德製毛瑟MG213轉輪式機炮為藍本，加上他倆在第二次世界大战以後研製的302 RK、303 RK與304RK型航空機炮的基礎，從而研發出KCA航空機砲。目前，該機炮已經停止生產，但仍然在瑞典皇家空軍服役。

## 概述
歐瑞康KCA安裝在萨博Saab 37「雷」式戰鬥機的衍生型：JA 37攔截機的適形筴艙以內，命名為M/75機炮。
KCA炮管長度為1,980毫米（77.95英吋），重量為25千克（55.12磅）。彈鏈藉由輸彈槽供彈方式，從炮身右側供彈。其電力系統採用了28伏特直流電發火燃氣和飛機提供的壓縮空氣以供應其所需的動力，它還可用以排除啞火彈藥造成的停射故障，強制使得它發射。主要彈藥裝上一枚360克彈頭，並增加裝藥量，藉以達到高初速和更為筆直的飛行路徑。它可發射各種類型的彈藥，例如：破片彈、高爆彈、穿甲彈和訓練彈。
它所發射的彈藥是實際運用的自動武器當中最強大的彈藥之一，裝藥與彈頭重量之比大於2，比英國「亞丁」（ADEN）、法國「德發」（DEFA）轉輪式機炮所發射的30×113毫米機炮炮彈的比值1.5要高，亦因而加重了50％；它可以1,350發／分鐘發射初速達到1,030米／秒（3,379.27英尺／秒）的炮彈，有效射程為2,500米（8,200英尺）。到了1,500公尺的動能仍可與DEFA 553彈藥的炮口能量匹敵。
另一款配用該彈藥的的是A10「雷霆二式」所搭載的GAU-8复仇者机炮，對於航空器而言是非常強大的武器，只是GAU-8採用電子擊發、鋁合金彈殼，以及通常用於打擊地面上如步兵战车的目標。而該機砲卻是對空及對地攻擊的兩用武器。

## 附注
1. ↑  A為20毫米、B為23或25毫米、C為30毫米，而D為35毫米

## 資料來源
1. ↑  Jane's Ammunition Handbook”. Läst 17 mars 2009.

- （英文）—30x173 mm. Swiss Oerlikon / MUNICION.ORG

## 外部連結
- （英文）—Rheinmetall Defence - Medium Calibre Cannons （页面存档备份，存于）
- （英文）—Energa photos and information （页面存档备份，存于）
- （简体中文）—环球网—奥利康（Oerlikon）KCA （页面存档备份，存于）